# Novespace

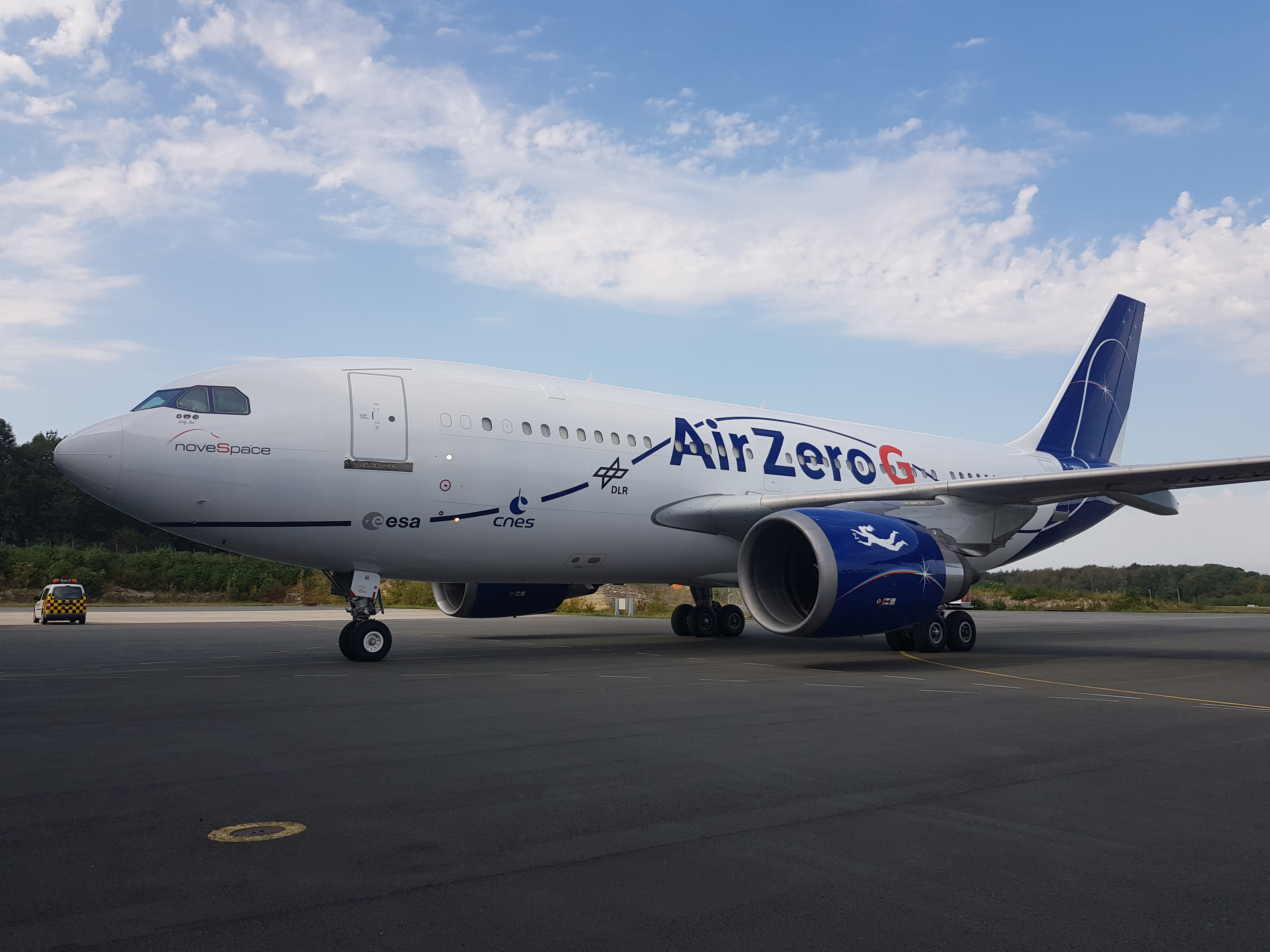
F-WNOV, troisième appareil de Zero G.

Novespace est une société anonyme à conseil d'administration, filiale du Centre national d'études spatiales. Elle a été créée le 8 juillet 1986 et son siège social est placé à Mérignac, juste à côté de l'aéroport de Bordeaux-Mérignac.
Novespace organise des vols paraboliques scientifiques à bord de l'Airbus A310 Zero G depuis 2015. Précédemment, Novespace exploitait l'Airbus A300 Zero G, qui a succédé à une Caravelle (F-ZACQ) en 1995.

## Caractéristiques
L’Airbus A310 ZERO-G réalise des vols paraboliques principalement pour le compte des chercheurs sélectionnés par les comités scientifiques des agences spatiales française (CNES), européenne (ESA) et allemande (DLR),. 
Des vols de découverte de l'impesanteur, sont également proposés au grand public, en partenariat avec la société Avico, sous la marque Air Zero G,,. Il s'agit de la première étape du tourisme spatial,.  
À l'initiative d'Hubert Curien, la société a été fondée à Paris en 1986 par Jean-Pierre Fouquet pour promouvoir des transferts de technologies spatiales vers d'autres secteurs industriels. Parmi ses missions figurait la promotion de la microgravité et la recherche pour le CNES d'utilisateurs non institutionnels de la Caravelle. Concentrée aujourd'hui sur les vols paraboliques, elle est présidée depuis 2006 par Jean-François Clervoy, astronaute français de l’ESA qui a initié ces premiers vols en Europe, et est dirigée par Thierry Gharib. L'entreprise est aujourd'hui basée sur l'Aéroport de Bordeaux - Mérignac. 
Le 1er juillet 2014, un A310 destiné à remplacer l'A300 ZERO-G a atterri à l'aéroport de Bordeaux - Mérignac. Novespace l'a acquis auprès de l'Etat allemand. Précédemment baptisé Konrad Adenauer, il avait transporté la chancelière Angela Merkel. Il a alors été immatriculé F-WNOV et porte désormais les marques F-HNOV. Son premier vol scientifique a eu lieu le 5 mai 2015. Sur ses deux premières années d'exploitation par Novespace, il a réalisé 1307 paraboles pour la recherche scientifique et spatiale, 174 pour le grand public et le tournage de films, 506 pour la mise en service de l'appareil, sa qualification et l'entrainement des équipages. 
Depuis 2018, l'astronaute français Thomas Pesquet, fort de son expérience de pilote de ligne, pilote l'A310 ZERO-G aux côtés des pilotes d'essai qui réalisent les vols paraboliques pour Novespace et Air Zero G,. 
En 2019, Novespace a célébré 30 ans de vols paraboliques en Europe. Dans cette optique, d'une part, son A310 a obtenu une nouvelle livrée. D'autre part, pour la première fois, un vol parabolique en collaboration avec la Patrouille de France a eu lieu,. 

## Galerie de photographies
|                                                         |
| F-ZACQ (SE210 Caravelle VI-R MSN234) en 1992. Zero G I. |

|                                               |
| F-BUAD (A300B2-1C MSN003) en 2004. Zero G II. |

|                |
| F-BUAD en 2012 |

|                                                |
| F-WNOV (A310-304, MSN498) en 2015. Zero G III. |

|                             |
| F-WNOV en 2020 (empennage). |